# Литнет
Литнет (англ. Litnet) — онлайн-самиздат литературная платформа для писателей и читателей, крупнейшая площадка для независимых авторов, в которой зарегистрированные пользователи могут размещать свои художественные произведения, читать книги онлайн, скачивать их или покупать.

## История
Платформа основана в 2015 году Сергеем Грушко и Андреем Нечаевым и изначально называлась «Лит-Эра».
В 2016 году сервис привлек инвестиции в размере 50 тыс. долларов.
В ноябре 2018 года, по данным SimilarWeb, платформа занимала четвертое место в мире в сегменте сайтов электронных книг.
В 2019 году на платформе появилась возможность брать книгу напрокат на пять дней за полцены.
В 2020 году  «Литнет» в партнерстве с издательствами «Эксмо» и Т8 Rugram начал издавать книги на бумаге под брендом Litnet Publishing.
В 2022 году владельцем платформы стал Борис Макаренков, бывший гендиректор Storytel в России.

## Функциональность
Сервис предоставляет авторам возможность публиковать свои произведения (полностью или по главам), рекламировать их и продвигать, а также получать от них доход.
Среди опытных и молодых писателей проводятся литературные конкурсы. Туда можно подать книгу, которая может или победить, или просто получить за это приз, например рекламу на баннере.
Авторы могут вести свой блог, общаться с читателями. Читатели могут читать книги онлайн, скачивать, покупать или брать напрокат. Также читатели могут ознакамливаться с черновиками незаконченных книг, влиять на развитие сюжета, подписываться на авторов, общаться с ними.
Библиотека «Литнета» включает в себя произведения разных жанров: детективы, фантастика, фэнтези, триллеры, литРПГ, любовные и исторические романы, молодежная проза, а также книги редких жанров, таких как боевая фантастика или уся, и т. д..
Сервис доступен на компьютерах, мобильных телефонах, планшетах, в том числе через приложения для iOS и Android.

## Показатели деятельности
В 2018 году продажи сервиса составили 2,5 млн книг в русскоязычной версии, в 2019 — 4,1 млн книг.
В мае 2020 года, по данным SimilarWeb, у платформы было 28 млн посещений.
В мае 2023 года аудитория портала составляла 45 млн человек в месяц. 
Также, по данным SimilarWeb, «Литнет» занимает второе место в России в сегменте сайтов электронных книг. 
По состоянию на май 2023 года на портале доступно более 230 тыс. бесплатных книг.